# Дуден

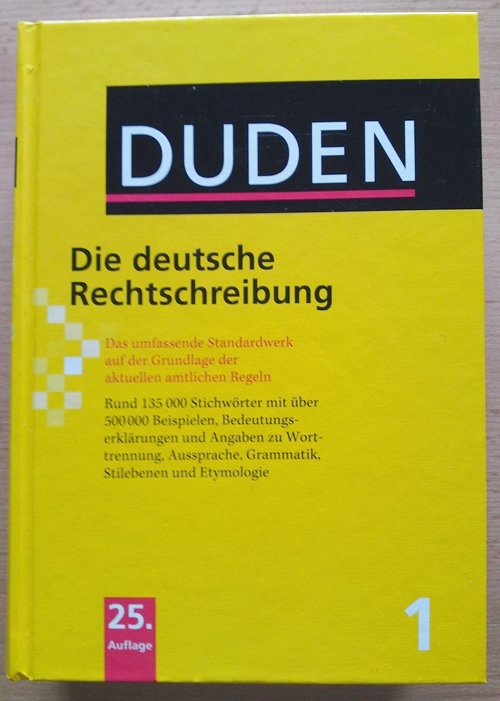

Ду́ден (нім. Duden) — правописний словник німецької мови, вперше його опублікував лексикограф Конрад Дуден 7 липня 1880 року. Видається в друкованому та електронному вигляді Бібліографічним інститутом в Маннгаймі.

## Історія
1872 року Конрад Дуден опублікував у видавництві «B.G. Teubner» в Лейпцигу свою працю «Німецький правопис» (Die deutsche Rechtschreibung), яка мала в кінці покажчик слів та правила правопису для школи. Це видання, яке пізніше стали називати «Шляйцерським Дуденом» (Schleizer Duden), оскільки в той час Конрад Дуден був директором гімназії в Шляйці, суттєво вплинуло на правописну дискусію в Німеччині й стало основою для створення повноцінного правописного словника.
Через вісім років, коли Конрад Дуден вже був директором гімназії в Бад-Герсфельді, з'явилося перше видання його словника, яке пізніше стали називати «Прадуденом» («Urduden»). Видання було опубліковане Бібліографічним інститутом в Лейпцигу 7 липня 1880 року під назвою «Повний орфографічний словник німецької мови» (Vollständige Orthographische Wörterbuch der deutschen Sprache). У цьому першому дудені було 27 000 гасел на 187 сторінкахх. Згодом «Дуден» став найавторитетнішим правописним словником всього Німецького райху. З 1892 року він став офіційним правописним словником для німецькомовної Швейцарії.
У третьому виданні (1887) Конрад Дуден додав відомості з етимології, а також тлумачення іншомовних слів.
З 1956 до 1996 року правописний словник ( Rechtschreibduden ) визначав офіційну орфографію німецької мови в Німеччині, але з проведенням реформи орфографії в 1996 році монопольне становище словника було втрачено. Його конструктивне значення нині обмежується лише деякими сферами застосування мови, а загалом (за рішенням  Федерального конституційного суду) свобода вибору джерела орфографічних правил в літературі, публіцистиці та частково в науці залишається за автором.
Наразі найновішим виданням «Дудена» є його 27-ме видання за 2017 рік (стан: 2020).

## Дуден-онлайн
2 травня 2011 року платний сервіс Duden online став безкоштовним. Окрім орфографії користувачі мають можливість одержати інформацію не лише про правопис та значення слова, але й про словотвір, морфологію, про синоніми, антоніми тощо. Рішення про безкоштовний сервіс було прийняте через наявність відповідих сервісів конкурентів, таких як Pons-Verlag, canoonet та Wiktionary. На думку видавництва, «Дуден» має бути першим і серед онлайн-пропозицій щодо німецької мови. У 2019 році онлайн-словник «Дуден» містив 236 000 гасел.

## 12-ти томний «Дуден»
Під назвою «Дуден» Бібліографічний інститут опублікував також 12-ти томну серію тематичний словників. Власне «Дуденом» є перший том цієї серії.
| Том            | Назва                                   | Видання | Рік видання | Різновиди видань | Різновиди видань | Різновиди видань   | Різновиди видань | Різновиди видань | Різновиди видань |
| Том            | Назва                                   | Видання | Рік видання | книга            | електронна книга | Software- Download | Software         | «Медійний пакет» | Застосунки       |
| -------------- | --------------------------------------- | ------- | ----------- | ---------------- | ---------------- | ------------------ | ---------------- | ---------------- | ---------------- |
| 1              | Дуден (Німецький орфографічний словник) | 27.     | 2017        | Так              | Ні               | Так                | Ні               | Так              | Android / iOS    |
| 2              | Стилістичний словник                    | 10.     | 2017        | Так              | Так              | Так                | Ні               | Ні               | Android / iOS    |
| 3              | Картинний словник                       | 7.      | 2018        | Так              | Так              | Ні                 | Ні               | Ні               | Ні               |
| 4              | Німецька граматика                      | 9.      | 2016        | Так              | Так              | Ні                 | Ні               | Ні               | Ні               |
| 5              | Словник іншомовних слів                 | 11.     | 2015        | Так              | Так              | Так                | Так              | Так              | Android / iOS    |
| 6              | Орфоепічний словник                     | 7.      | 2015        | Так              | Ні               | Ні                 | Ні               | Ні               | Ні               |
| 7              | Етимологічний словник                   | 5.      | 2014        | Так              | Ні               | Так                | Ні               | Ні               | Android / iOS    |
| 8              | Синонімічний словник                    | 7.      | 2019        | Так              | Так              | Так                | Ні               | Так              | Ні               |
| 9              | Словник мовних труднощів                | 8.      | 2016        | Так              | Так              | Так                | Так              | Так              | Ні               |
| 10             | Словник значень                         | 5.      | 2018        | Так              | Так              | Так                | Ні               | Ні               | Ні               |
| 11             | Фразеологічний словник                  | 4.      | 2013        | Так              | Ні               | Ні                 | Ні               | Ні               | Ні               |
| 12             | Цитати і вислови                        | 5.      | 2019        | Так              | Так              | Ні                 | Ні               | Ні               | Ні               |
| 1. 2. 3. 4. 5. |                                         |         |             |                  |                  |                    |                  |                  |                  |